# مارتن أبينا
مارتن أبينا (بالفرنسية: Martin Abena) هو لاعب كرة قدم كاميروني، ولد في 14 يونيو 1986 في ياوندي في الكاميرون. لعب مع سبارتا براغ وسكودا زانثي ونادي بكاه كيلان ونادي لوكوموتيف صوفيا.

## وصلات خارجية
- مارتن أبينا على موقع قاعدة بيانات كرة القدم.إي يو (الإنجليزية)
- مارتن أبينا على موقع Soccerway.com (الإنجليزية)
- مارتن أبينا على موقع عالم كرة القدم.نت (الإنجليزية)